# Steinla (Isen)
Steinla ist ein Gemeindeteil des Marktes Isen im oberbayerischen Landkreis Erding.

## Lage
Die Einöde Steinla liegt zwei Kilometer südwestlich des Isener Marktplatzes in der Gemarkung Westach.

## Bevölkerungsentwicklung
Um 1950 lebten in Steinla zehn Einwohner. Bis 1987 fiel die Bevölkerungszahl auf 4 Einwohner in einem Wohngebäude.
| Jahr      | 1871 | 1925 | 1950 | 1970 | 1987 |
| Einwohner | 9    | 8    | 10   | 4    | 4    |